# كارين مورلي
كارين مورلي (بالإنجليزية: Karen Morley)‏ هي ممثلة أمريكية، ولدت في 12 ديسمبر 1909 في الولايات المتحدة، وتوفيت بنفس المكان في 8 مارس 2003 بسبب ذات الرئة.

## أعمال

### أفلام
- (1931) خطيئة مادلون كلوديه
- (1938) كنتاكي
- (1940) كبرياء وتحامل
- (1950) شمشون ودليلة

## وصلات خارجية
- كارين مورلي على موقع IMDb (الإنجليزية)
- كارين مورلي على موقع ألو سيني (الفرنسية)
- كارين مورلي على موقع أول موفي (الإنجليزية)
- كارين مورلي على موقع قاعدة بيانات برودواي على الإنترنت (الإنجليزية)
- كارين مورلي على موقع قاعدة بيانات الأفلام السويدية (السويدية)
- كارين مورلي على موقع إن إن دي بي (الإنجليزية)
- كارين مورلي على موقع قاعدة بيانات الفيلم (الإنجليزية)
- كارين مورلي على موقع كينوبويسك (الروسية)